# NGC 4025
NGC 4025 (również PGC 37738 lub UGC 6982) – galaktyka spiralna z poprzeczką (SBc), znajdująca się w gwiazdozbiorze Wielkiej Niedźwiedzicy. Odkrył ją William Herschel 17 marca 1787 roku.